# Камыш
Камы́ш (лат. Scírpus) — род многолетних и однолетних прибрежно-водных растений семейства Осоковые. Вырастает до 4 метров, в редких случаях до 6.
Камышом также называют другие растения, в частности рогоз и тростник, хотя это растения из других семейств.

## Этимология
Слово камыш заимствовано из тюркских языков.

## Ботаническое описание
Многолетние травянистые растения (35) 50—200 (иногда до 250) см высотой, с ползучими корневищами или без них. Стебли трёхгранные; листья базальные и стеблевые, последние в числе 2—10, обычно с длинными (до 80 см) пластинками 3—25 мм шириной; язычок большей частью имеется.
Общее соцветие образовано обычно крупным терминальным или (у видов некоторых секций) также и (1) 3—4 латеральными, зонтиковидными, сильно ветвистыми соцветиями — сложными антелодиями, состоящими из парциальных антелодиев; латеральные соцветия расположены на длинных цветоносах в пазухах стеблевых листьев. При основании терминального соцветия имеются (1) 3—4 линейных кроющих листа, нижний из которых часто превышает его. Колоски расположены на концах веточек соцветия по 1—2 или собраны по 3—20 (25-30) в более или менее плотные головки. Колоски обычно многочисленные (50—500), довольно мелкие, 2,5—6 (8—10) мм длиной, 1,3—2,5 (3) мм шириной, большей частью многоцветковые, яйцевидные, широкояйцевидные, эллиптические, продолговато-яйцевидные или ланцетовидные. Кроющие чешуи расположены по спирали, черноватые, черновато-зеленоватые, тёмно-серые или коричневые, гладкие, от яйцевидных и широкояйцевидных до ланцетовидных, на верхушке тупые, закруглённые или острые, с коротким острием, очень редко коротко остистые, (1,2) 1,5—3 (5) мм длиной, 0,6—1,5 мм шириной. Цветки обоеполые; околоцветник из 6, реже (0)—4 щетинок; щетинки прямые или извилистые, белые, беловатые или светло-коричневые, гладкие или шероховатые от обращенных вверх или вниз зубцов, у некоторых видов (секция Pseudotrichophorum) выступающие из кроющих чешуй и придающие колоскам и соцветию в целом «шерстистый» облик. Тычинок 1—3. Столбик с (2) 3 рыльцевыми ветвями. Плоды трёхгранные, реже слабо двояковыпуклые или плоско-выпуклые, (0,6) 0,9—1,3 (1,8) мм длиной, 0,4—0,6 (0,9) мм шириной, обычно беловатые, на верхушке с коротким (0,1—0,3 мм) «носиком» — остатком столбика. x = 14.

## Распространение
Распространён по всему земному шару. На территории России произрастают: камыш колхидский, камыш Максимовича, камыш восточный, камыш укореняющийся, камыш лесной.

## Значение и применение
В корневищах много крахмала. В старину из сухих корневищ делали муку.
Камыш используют для плетения хозяйственных сумок, корзин, циновок, ковриков, а также для декоративной отделки плетёных изделий из лозы. Для плетения используют листья. Чтобы получить зелёный цвет, камыш срезают в июле, красивый жёлтый — в конце августа — начале сентября. Растение обрезают на расстоянии 10—15 см от поверхности воды. Для сохранения цвета и эластичности листьев их сушат в тени. Может использоваться как топливо.
В 20 веке использовался для производства строительных материалов (камышебетона) на основе цементного или гипсового вяжущего, преимущественно в сельском строительстве.
В Казахстане в период с 1955 по 1957 годы с использованием камыша было возведено более 10 тысяч домов. Для кровли необходимы стебли, высота которых составляет от 1500 до 2500 мм, а толщина 5-8 мм. В высушенном виде такое покрытие для кровли весит не более 40 кг на 1 кубический метр.

## Таксономия
По данным Королевских ботанических садов Кью род включает 50 видов:
- Scirpus ancistrochaetus Schuyler
- Scirpus angustisquamis Beetle
- Scirpus atrocinctus Fernald
- Scirpus atrovirens Willd. — Камыш тёмно-зелёный
- Scirpus ×celakovskyanus Holub
- Scirpus chunianus Tang & F.T.Wang
- Scirpus colchicus Kimer. — Камыш колхидский
- Scirpus congdonii Britton
- Scirpus cyperinus (L.) Kunth
- Scirpus dialgamensis Majeed Kak & Javeid
- Scirpus dichromenoides C.B.Clarke
- Scirpus diffusus Schuyler
- Scirpus divaricatus Elliott
- Scirpus expansus Fernald
- Scirpus filipes C.B.Clarke
- Scirpus flaccidifolius (Fernald) Schuyler
- Scirpus fragrans Ruiz & Pav.
- Scirpus fuirenoides Maxim.
- Scirpus georgianus R.M.Harper
- Scirpus hainanensis S.M.Huang
- Scirpus hattorianus Makino
- Scirpus huae T.Koyama
- Scirpus karuisawensis Makino
- Scirpus kimsonensis N.K.Khoi
- Scirpus kunkelii Barros
- Scirpus lineatus Michx.
- Scirpus longii Fernald
- Scirpus lushanensis Ohwi
- Scirpus maximowiczii C.B.Clarke — Камыш Максимовича
- Scirpus melanocaulos Phil.
- Scirpus microcarpus J.Presl & C.Presl
- Scirpus mitsukurianus Makino
- Scirpus molinianus Beetle
- Scirpus orientalis Ohwi — Камыш восточный
- Scirpus pallidus (Britton) Fernald
- Scirpus paniculatocorymbosus Kük.
- Scirpus ×peckii Britton
- Scirpus pedicellatus Fernald
- Scirpus pendulus Muhl.
- Scirpus petelotii Gross
- Scirpus polyphyllus Vahl
- Scirpus polystachyus F.Muell.
- Scirpus radicans Schkuhr — Камыш укореняющийся
- Scirpus reichei Boeckeler
- Scirpus rosthornii Diels
- Scirpus spegazzinianus Barros
- Scirpus sylvaticus L. typus — Камыш лесной
- Scirpus ternatanus Reinw. ex Miq.
- Scirpus trachycaulos Phil.
- Scirpus wichurae Boeckeler — Камыш Вихуры